# Réseau Retis
Le Réseau Retis  ou Retis est une organisation créée en 2006, rassemblant une centaine de structures de soutien à l’innovation en France métropolitaine et en France d'outre-mer.
Ce réseau est né de la fusion de plusieurs réseaux nationaux de l’innovation : France Technopoles, France Incubation et France CEEI. Retis est présidé depuis mai 2019 par Olivier Farreng, également directeur général de la technopole Hélioparc à Pau.

## Histoire
Le premier réseau français de l’innovation voit le jour en 1985 avec la naissance de France Technopoles. Il rassemble les trois premières technopoles nées dans les années 1970 – Sophia Antipolis, Nancy-Brabois, Grenoble Meylan – et celles créées dans les années 1980, à l’initiative des collectivités locales après les lois de décentralisation, comme Rennes Atalante, Atlanpole Biotherapies à Nantes, Hélioparc à Pau, la technopole de Bordeaux, Toulon Var Technologies ou Château Gombert à Marseille, etc. Ces premières technopoles sont nées sur le modèle du parc scientifique, selon la définition donnée par l’IASP (International Association of Science Parks). À la fin des années 1990, France Technopoles rassemble plus de cinquante technopoles en France métropolitaine et d’outre-mer. 
En 1999, Jean-François Balducchi, délégué général d’Atlanpole, est élu président de France Technopoles. Des discussions ont lieu avec François-Louis Billon, président du réseau France CEEI, qui regroupe les centres européens d’entreprises et d’innovation, appelés aussi BIC (Business Innovation Centers), structures de soutien aux PME et entrepreneurs innovants, labélisées par la Communauté européenne. La volonté de rapprochement se concrétise par la fusion des deux réseaux[source secondaire souhaitée] en 2000 et la naissance du réseau FTEI (France Technopoles Entreprises Innovation).
En 1999, les incubateurs publics adossés à la recherche publique sont mis en place à la suite de la loi Allègre sur l’innovation. Le ministère de la recherche crée dans la foulée le réseau national France Incubation qui regroupe les 30 incubateurs publics.
En 2006, le réseau FTEI et le réseau France Incubation fusionnent pour créer Retis ; le directeur de la technopole de l'Aube en Champagne, Francis Bécard, en devient président[source secondaire souhaitée]. D’autres acteurs intègrent ensuite le réseau, notamment des pôles de compétitivité et des incubateurs privés[source secondaire souhaitée]. Le réseau compte désormais[Quand ?] plus de cent membres, experts de l’innovation en France.
En 2008, Retis publie son livre blanc sur l’innovation, préfacé par Valérie Pécresse, ministre de l’enseignement supérieur et de la recherche. Parmi les dix mesures préconisées pour améliorer l'innovation en France, se trouve le statut d’étudiant entrepreneur, qui sera repris par le ministère et qui se concrétise par le dispositif PEPITE.
Dès les années 2000, le modèle et le périmètre des structures membres de Retis évolue, passant de parcs technologiques à des écosystèmes territoriaux d’innovation. Au sein du réseau mondial IASP, le terme de référence est : « areas of innovation »[source secondaire souhaitée].
En 2012, le directeur de la technopole Toulon Var Technologies, Patrick Valverde, devient président de Retis. Olivier Farreng, directeur de la technopole Hélioparc à Pau, lui succède le 24 mai 2019, lors du congrès annuel à Laval.

## Activités
Retis est le réseau français dédié à la valorisation, la promotion, la professionnalisation et l’observation des écosystèmes territoriaux d’innovation.
Il est l’interlocuteur privilégié des acteurs qui font et mettent en œuvre les politiques publiques d’innovation sur les territoires, et a pour partenaires, entre autres, le ministère de l’enseignement supérieur, de la recherche et de l’innovation, Bpifrance, l’Ademe.
Maillons complémentaires d’une même chaîne de l’innovation, les membres de Retis accompagnent au quotidien la création et le développement d’entreprises innovantes et contribuent au développement économique des territoires.